# Theretra tabibulensis
Theretra tabubilensis là một loài bướm đêm thuộc họ Sphingidae. Loài này có ở New Guinea.
Chiều dài cánh trước là 32.5–38.7 mm đối với con đực và 34.2–40.7 đối với con cái. Nó giống với Theretra indistincta papuensis nhưng nhỏ hơn, phía dưới cánh trước sáng hơn với các tông màu khác nhau ở hai bên của vạch phía dưới thứ năm.